# Опацтво (Мазовецьке воєводство)
Опацтво (пол. Opactwo) — село в Польщі, у гміні Сецехув Козеницького повіту Мазовецького воєводства.
Населення — 241 особа (2011).
У 1975-1998 роках село належало до Радомського воєводства.

## Демографія
Демографічна структура станом на 31 березня 2011 року:
|          | Загалом | Допрацездатний вік | Працездатний вік | Постпрацездатний вік |
| -------- | ------- | ------------------ | ---------------- | -------------------- |
| Чоловіки | 113     | 27                 | 74               | 12                   |
| Жінки    | 128     | 31                 | 65               | 32                   |
| Разом    | 241     | 58                 | 139              | 44                   |